# Невероятный мир волшебных игрушек
«Невероятный мир волшебных игрушек» (англ. I, Object; дословно — «Я, предмет») — анимационно-игровой фильм режиссёра Эндрю Никкола. Сценарий фильма написал сам Никкол.

## Сюжет
Мальчик, который после смерти отца изо всех сил пытается наладить с кем-нибудь общение, увлекается окружающими его повседневными предметами и представляет себе то, как разговаривает с ними.

## В ролях
- Карл Урбан
- Томасин Маккензи
- Джемейн Клемент
- Анна Фэрис

## Создание
В мае 2023 года было объявлено о том, что Эндрю Никкол выбрал этот фильм в качестве своего следующего проекта, который будет смесью игрового кино и анимации. В главных ролях должны были сниматься Мелани Лински, Карл Урбан, Томасин Маккензи и Джемейн Клемент, а производство фильма должно было начаться в конце года. В январе 2024 года Анна Фэрис заменила Лински в фильме, поскольку Лински пришлось уйти из-за конфликтов в съёмочном расписании.
Съёмки начались в Веллингтоне (Новая Зеландия) в январе 2024 года.